# Binissalem
Binissalem är en kommun i Spanien. Den ligger i den autonoma regionen Balearerna i östra delen av landet. Antalet invånare är 9 281 (2024). Binissalem ligger på ön Mallorca.